# The Stereo Love Show
The Stereo Love Show est le premier album studio d'Edward Maya sorti le 10 juin 2013.

## Liste des pistes
| No. | Titre                                 | Durée |
| --- | ------------------------------------- | ----- |
| 1.  | Stereo Love (feat. Vika Jigulina)     | 4:07  |
| 2.  | This is My Life (feat. Vika Jigulina) | 3:50  |
| 3.  | Mono in Love (Radio Edit)             | 3:17  |
| 4.  | Happy For You (feat. Tara)            | 3:50  |
| 5.  | Friends Forever                       | 3:35  |
| 6.  | Twinheart                             | 3:59  |
| 7.  | Nostalgy                              | 3:30  |
| 8.  | Stay Longer                           | 3:40  |
| 9.  | Back Home                             | 3:37  |
| 10. | Close Your Eyes                       | 4:30  |
| 11. | Next Door                             | 3:35  |
| 12. | Alunelu                               | 4:28  |
| 13. | Vision of Maya                        | 3:43  |
| 14. | The Other Life                        | 4:45  |
| 15. | Mono in Love (feat. Vika Jigulina)    | 3:19  |